# Вязьмин, Николай Николаевич
Никола́й Никола́евич Вя́зьмин (1919—1968) — виртуоз-балалаечник, композитор, аранжировщик.

## Биография
Родился 3 ноября 1919 года в Сормове (Нижний Новгород), в рабочей семье. Мама — Вязьмина Мария Павловна. Отец — Вязьмин Николай Николаевич. В семье было четверо детей: дочери Софья и Ольга, и сыновья Николай и Виктор. Отец, по рассказам самого Н. Н. Вязьмина, был на партийной работе, мать — домохозяйка. Родители развелись, когда Николаю-младшему было около семи лет, и разделили детей; Софья и Николай остались с матерью.
В 1935 году Николай окончил среднюю школу, после чего до 1939 года работал токарем на заводе «Красное Сормово». В апреле 1939 года Вязьмин начал службу на флоте и в конце того же года был включён в струнную группу ансамбля Краснознамённого Балтийского флота, где играл на домре и мандолине. С 1941 года начал играть на балалайке. На развитие Вязьмина как артиста оказал большое влияние Павел Нечепоренко, в то время возглавлявший оркестр ансамбля Балтийского флота.
Войну провёл в составе Театра флота на передовой в Ленинграде и Кронштадте. Был в Ленинграде и на протяжении всей блокады.
Впоследствии стал солистом ансамбля.
В газете «Красный Флот» за 12 августа 1942 года писали: «Игра Н. Вязьмина отличается редкой красотой и силой звука, благородством исполнительской манеры».
На Всероссийском конкурсе музыкантов-исполнителей (Свердловск, 1943 год) Вязьмин стал дипломантом. Вероятно, именно в Свердловске он познакомился со своей будущей женой Юдифью Биншток, в тот момент находившейся с матерью и сестрой в эвакуации на Урале. В 1947 году Николай Николаевич Вязьмин женился, а на следующий год в семье Вязьминых родилась дочь Наташа.
С 1956 по 1968 годы Вязьмин был солистом Оркестра русских народных инструментов Всесоюзного радио и телевидения под руководством сначала Николая Речменского, а потом Владимира Федосеева. Вязьмин был также концертмейстером балалаечной группы и периодически выступал с сольными концертами. Его перу принадлежит 15 оригинальных произведений для балалайки с фортепиано, баяном и оркестром и большое количество обработок и переложений.
В конце 60-х годов известный советский композитор Серафим Сергеевич Туликов написал мелодичное «Каприччио для балалайки с фортепиано\оркестром» и посвятил его Вязьмину Н. Н.
В 1968 году, через день после того, как ему исполнилось 49 лет, Николай Вязьмин скоропостижно скончался на руках у дочери от обширного инфаркта.

## Сочинения[3]
- Соавтор сборника Репертуар балалаечника. Вып. 12 : Для балалайки с сопровождении фортериано. Москва, Музыка, 1975
- Соавтор сборника. Первые шаги балалаечника. Вып. 16 : С сопровождении фортепиано. Москва : Музыка, 1969
- Соавтор сборника. Популярные песни в переложении для балалайки и фортепиано. Вып. 1. Москва : Музыка, 1969
- Избранные пьесы и обработки для балалайки и фортепиано. М. : Сов. композитор, 1981
- Избранные пьесы и обработки для балалайки [2-х балалаек] с сопровождением фортепиано, баяна / Предисловие В. Федосеева. Москва : Сов. композитор, 1970
- Соавтор сборника. Педагогический репертуар балалаечника. Вып. 2 : С сопровождении фортепиано: Для музучилищ. Москва : Музыка, 1968